# پوکا پونتا (هوانکاولیکا)
پوکا پونتا (به اسپانیایی: Puka Punta) یک کوه در پرو است که در Peru, Huancavelica Region واقع شده‌است. پوکا پونتا ۵٬۱۳۶ متر بالاتر از سطح دریا واقع شده‌است.